# Taras Mychalyk
Taras Volodymyrovytj Mychalyk (ukrainska: Тара́с Володи́мирович Миха́лик: Taras Volodymyrovytj Mychalyk; ryska: Тарас Владимирович Михалик: Taras Vladimirovitj Michaljik), född 28 oktober 1983 i Ljubesjiv, är en ukrainsk fotbollsspelare som sedan sommaren 2019 spelar för den ukrainska klubben Volyn Lutsk. Han har tidigare också representerat Ukrainas fotbollslandslag.